# Odozana ochreivitta
Odozana ochreivitta är en fjärilsart som beskrevs av Max Wilhelm Karl Draudt 1918. Odozana ochreivitta ingår i släktet Odozana och familjen björnspinnare. Inga underarter finns listade i Catalogue of Life.